# Kaito Miyake
Kaito Miyake (japanisch 三宅 海斗 Miyake Kaito; * 27. August 1997 in der Präfektur Okayama) ist ein japanischer Fußballspieler.

## Karriere
Miyake erlernte das Fußballspielen in der Schulmannschaft der Higashi Fukuoka High School und der Universitätsmannschaft der National Institute of Fitness and Sports in Kanoya. Seinen ersten Vertrag unterschrieb er im Juli 2017 in Deutschland bei Fortuna Düsseldorf. Für den Verein aus Düsseldorf spielte er mit der Zweiten Mannschaft in der vierten deutschen Liga, der Regionalliga West. Für die Zweite Mannschaft stand er 57-mal in der Regionalliga auf dem Spielfeld. Hierbei schoss er zehn Tore. Im Juli 2019 wechselte er wieder in seine Heimat. Hier schloss er sich dem Tochigi SC an. Der Verein aus Utsunomiya spielte in der zweiten japanischen Liga. Für Tochigi absolvierte er 11 Zweitligaspiele. Im Februar 2020 unterschrieb er einen Vertrag beim Drittligisten Kagoshima United FC. Für den Verein aus Kagoshima absolvierte er 26 Drittligaspiele. Im Januar 2022 wechselte er in die vierte Liga, wo er sich den Suzuka Point Getters anschloss.